# Кекчеев, Крикор Хачатурович
Крикор Хачатурович Кекчеев (2 апреля 1893 или 20 марта 1893 — 5 сентября 1948, Москва) — советский учёный и педагог высшей школы. Член-корреспондент АПН РСФСР.

## Биография
В начале 1920-х годов окончил медицинский и физико-математический факультеты МГУ.
Один из создателей и первых руководителей Московского дома учёных. 
Преподавал в МГУ с 1930 года. Доктор медицинских наук (1936). Профессор (1936).
Профессор кафедры физиологии животных биологического факультета (1940-е гг.).
В 1947 году избран членом-корреспондентом отделения психологии АПН РСФСР.
С 1941 по 1948 год заведовал отделом психофизиологии Психологического института АПН РСФСР.
Скончался после тяжёлой продолжительной болезни.